# 雪頜吻鰻
雪頜吻鰻（學名：Gnathophis codoniphorus），是輻鰭魚綱鰻形目康吉鳗科頜吻鰻屬的其中一種，由Günther Maul在1972年描述，分布於東北大西洋Azorean斜坡(流星海洋山脊)海域，深度可達304公尺，體長可達11.1公分，為底棲性魚類，生活習性不明。